# Cavtat
Cavtat (Italiaans: Ragusavecchia) is een dorp in de provincie Dubrovnik-Neretva in Kroatië. Het maakt deel uit van de gemeente Konavle.

Het ligt aan de Adriatische Zee, 20 km ten zuiden van de stad Dubrovnik.

## Geschiedenis
Cavtat is gesticht als de Griekse stad Epidaurus en kwam in 228 v.C. onder Romeins bevel waarna het een deelstaat van het Romeinse Rijk werd. Na de inval van de Slaven stichtten de inwoners in 614 Ragusa, het huidige Dubrovnik.

## Bezienswaardigheden

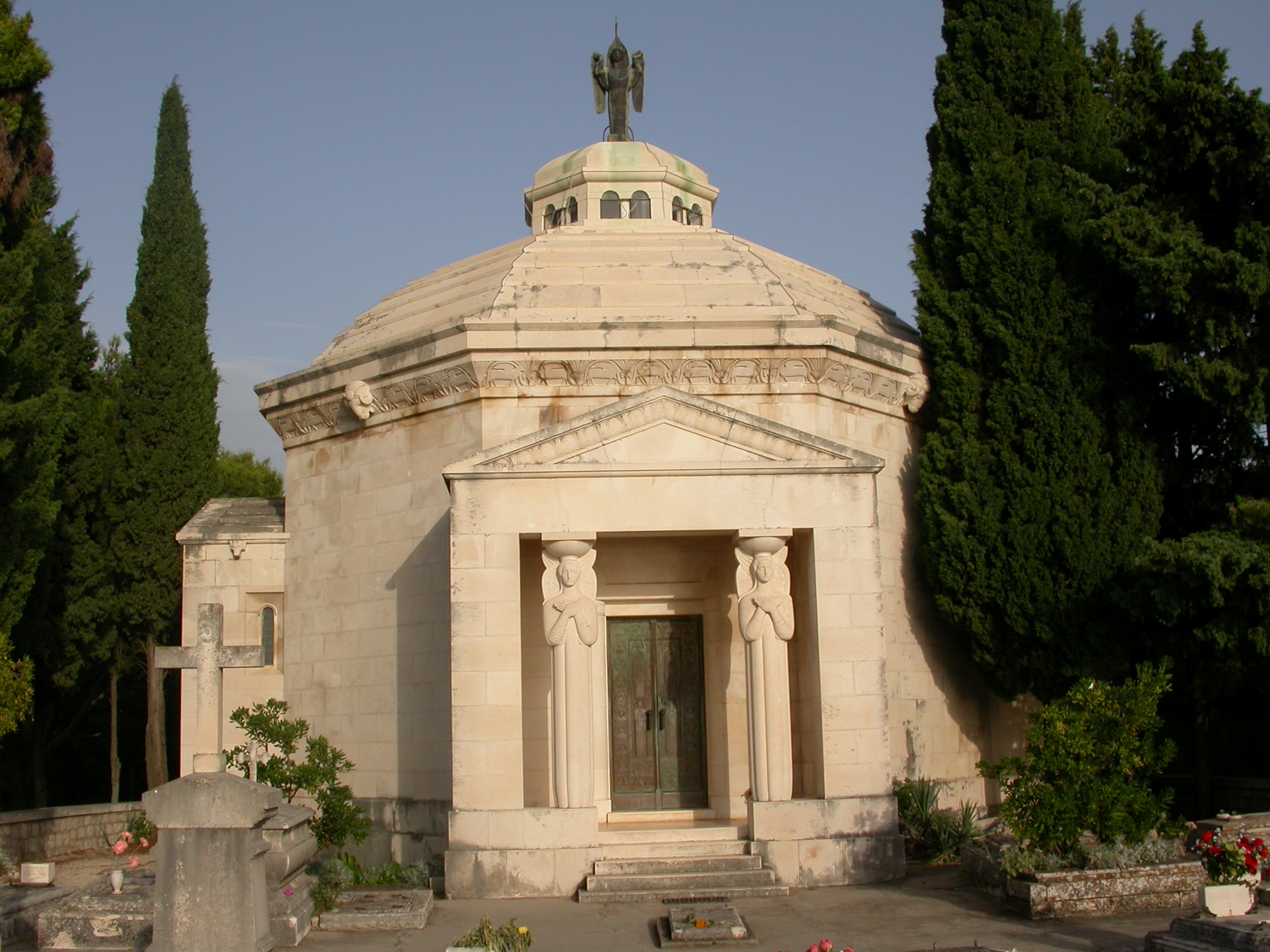
Mausoleum

Cavtat telt enkele bezienswaardigheden;
- de barokke St. Nicolaaskerk
- het Franciscanerklooster
- het Mausoleum en de begraafplaats
- enkele overblijfselen van het oude Epidaurus